# Stictopleurus viridicatus
Stictopleurus viridicatus är en insektsart som först beskrevs av Philip Reese Uhler 1872.  Stictopleurus viridicatus ingår i släktet Stictopleurus och familjen smalkantskinnbaggar. Inga underarter finns listade i Catalogue of Life.